# Мариян (село)
Мариян (рос. Мариян; рум. Marian) — село в Григоріопольському районі в Молдові (Придністров'ї). Населення становить 40 осіб. Входить до складу Гиртопської сільської ради. 
Станом на 2004 рік у селі проживало 5,0% українців. 